# 第二次長沙戰鬥 (北洋政府時期)
長沙戰鬥發生於1926年7月11日，地點則是在中國湘中一帶，是國民革命軍北伐戰爭的戰鬥之一。長沙戰鬥的交戰雙方，一方為国民革命军第八军，另一方為湘軍二師及三師。

## 參看
- 中華民國北洋政府時期內戰戰鬥列表